# Szeptem (album)
Szeptem – druga płyta w dorobku Anny Marii Jopek.
Album uzyskał certyfikat dwukrotnie platynowej płyty.

## Lista utworów
CD 1 Szeptem
1. „Moja i twoja nadzieja”
2. „Dwa serduszka cztery oczy”
3. „Czas rozpalić piec”
4. „Cichy zapada zmrok”
5. „Bandoska”
6. „Szeptem”
7. „Bezsenna noc”
8. „Oddalasz się”
9. „Samba przed rozstaniem”
10. „Pocałunki”
11. „Gram o wszystko”
12. „Jeszcze poczekajmy”

CD 2 Koncert
1. „Do widzenia, Teddy”
2. „Panienka z temperamentem”
3. „Dla ciebie jestem sobą”
4. „W polu lipeńka”
5. „Czas rozpalić piec”
6. „Jej portret”
7. „Ludzkie gadanie”
8. „Zielono mi”
9. „Kołysanka Rosemary”
10. „Samba przed rozstaniem”
11. „Ach śpij kochanie”

## Single
- „Samba przed rozstaniem” (1998)